# Баронча
Баронча (рум. Baroncea) — село в Дрокиевском районе Молдавии. Является административным центром коммуны Баронча, включающей также село Новая Баронча.

## География
Село расположено на высоте 116 метров над уровнем моря. Через село протекает река Куболта.

## Население
По данным переписи населения 2004 года, в селе Баронча проживает 1461 человек (666 мужчин, 795 женщин).
Этнический состав села:
| Национальность | Число жителей | Процентный состав |
| -------------- | ------------- | ----------------- |
| украинцы       | 1095          | 74.95             |
| молдаване      | 299           | 20.47             |
| русские        | 44            | 3.01              |
| цыгане         | 21            | 1.44              |
| прочие         | 2             | 0.14              |
| Всего          | 1461          | 100%              |

## Уроженцы
- Моргенштерн, Израиль Маркович (1903—1941) — партизан времён Великой Отечественной войны.